# Mike Harris (curler)
Mike Harris (ur. 9 czerwca 1967 w Georgetown, Ontario) – kanadyjski curler, srebrny medalista Zimowych Igrzysk Olimpijskich Nagano 1998, gra również golfa.
Harris curling zaczął uprawiać w 1978. Po ośmiu latach jego drużyna wygrała prowincjonalne mistrzostwa juniorów Ontario. W 1989 wygrał prowincjonalne rozgrywki mikstów i rywalizował na arenie krajowej wygrywając 4 z 11 meczów. W 1992 i 1993 dochodził do finałów Blue Light Tankard, gdzie dwukrotnie ulegał Russowi Howardowi.
W późniejszych występach nie odnosił tak dobrych wyników, dość dużym zaskoczeniem było, gdy Mike Harris w 1997 doprowadził swoją drużynę do finału Canadian Olympic Curling Trials, w którym wynikiem 6:5 pokonał Kevina Martina. W 1998 curling debiutował jako pełnoprawna dyscyplina na igrzyskach olimpijskich. W Round Robin Kanadyjczycy wygrali 6 z 7 meczów - przegrali tylko w Norwegią (Eigil Ramsfjell) 8:10. Z pierwszego miejsca awansowali do fazy finałowej. W meczu półfinałowym pokonali 7:1 Amerykanów (Tim Somerville). W finale zmierzyli się ze Szwajcarami (Patrick Hürlimann), w tym spotkaniu lepsza wynikiem 9:3 była drużyna europejska. W fazie grupowej pojedynek tych reprezentacji zakończył się zgoła inaczej – Kanada zwyciężyła 8:3. W ostatnim meczu Mike, zagrywający decydujące kamienie, grał będąc chory na wirusowe zapalenie płuc, osiągnął wówczas jedynie 25% skuteczność.
Ostatnim osiągnięciem Harrisa po igrzyskach olimpijskich było wygranie Ontario Men’s Curling Championship 2004, co pozwoliło mu wystąpić na Nokia Brier 2004. W mistrzostwach Kanady z bilansem 6 wygranych i 5 porażek zajął 6. miejsce. Obecnie jest komentatorem curlingu w publicznej stacji CBC.

## Drużyna
|           | Czwarty     | Trzeci          | Drugi           | Otwierający   |
| --------- | ----------- | --------------- | --------------- | ------------- |
| 2012/2013 | Mike Harris | Chris Ciasnocha | Scott Foster    | Ken McDermot  |
| 2011/2012 | Mike Harris | Jim Wilson      | Scott Foster    | Ken McDermot  |
| 2010/2011 | Mike Harris | Jim Wilson      | Wes Johnson     | Ken McDermot  |
| 2003/2004 | Mike Harris | John Base       | Phil Loevenmark | Trevor Wall   |
| 1997/2000 | Mike Harris | Richard Hart    | Collin Mitchell | George Karrys |
| 1985/1986 | Mike Harris | Lee Charpenter  | George Karrys   | Todd Macklin  |

Drużyny mikstowe
|           | Czwarty     | Trzecia           | Drugi        | Otwierająca  |
| --------- | ----------- | ----------------- | ------------ | ------------ |
| 1988/1989 | Mike Harris | Lynette Greenwood | Drew Macklin | Judy Macklin |